# Sthenias gahani
Sthenias gahani là một loài bọ cánh cứng trong họ Cerambycidae.